# Краснодарский музыкальный театр
Краснодарский музыкальный театр — музыкальный театр в городе Краснодаре. С 2002 года входит в состав Краснодарского творческого объединения «Премьера» имени Леонарда Григорьевича Гатова. В здании работают две театральные группы: Музыкальный театр и Театр балета Юрия Григоровича, а также Биг-бенд Георгия Гараняна; Государственный кубанский ансамбль «Криница»; Государственный Кубанский духовой оркестр и Детская студия Музыкального театра.

## История
Годом основания театра принято считать 1933, когда из опереточной антрепризы был создан Армавирский городской театр музыкальной комедии имени Луначарского. В 1934 году, с выделением из Северо-Кавказского края Азово-Черноморского края, театр был переименован Азово-Черноморскую музыкальную комедию.
К сезону 1935—1936 годов в репертуаре театра было около 20 постановок. Среди них: оперетты «Голубая мазурка», «Цыганская любовь», «Мадемуазель Нитуш», «Цыган-премьер», «Гейша», «Последний чардаш», «Весёлая вдова», «Холопка», «Роз-Мари».
Главным режиссёром был А. Елисаветский, дирижёром — Е. Искандер, художественным руководителем — А. Едигаров.
В актёрской труппе выступали Леонид Орлов, Александр и Эльвира Александровы, Павел Герасимов,Евгений Туманов, Евгений Курочкин, Антонина Боярская. Неотъемлемой частью постановок был балет, что отдельно указывалось в афишах: эксцентрические и египетские танцы («Цыган-премьер»), «Жжёнка», «Русский», «Тройка» из «Холопки».
В 1937 году был образован Краснодарский край, и театр меняет название на Краснодарский театр музыкальной комедии и переезжает в Краснодар. Театр разместился в здании, которое специально было построено купцом Лихацким для театральных постановок. Располагалось оно на углу улиц Красной и Длинной. Здание театра было украшено классическими фресками, и специальный аппарат подсвечивал его в виде северного сияния. Разноцветная подсветка была и в зале. Краснодарский театральный сезон открылся в 1937 году опереттой «Холопка».
В 1937—1938 годах театр обновляет репертуар. Выходят «Сорочинская ярмарка» и «Коломбина» А. Рябова, «Свадьба в Малиновке» и «Сотый тигр» Б. Александрова и другие. В состав театра входят режиссёр Николай Сергеевич Едигаров. 12 августа 1942 года начинается оккупация города Краснодара немецкими войсками. 10 февраля отступающими немецкими частями взорваны театральные здания. Музкомедию удалось собрать только в 1944 году. В 1945 году директором стал Андроник Исагулян. В репертуаре И. Кальман, Ф. Легар, И. Штраус, И. Дунаевский, Б. Александров, Ю. Милютин.
В 1954 году театр снова переезжает, он расположился в помещении бывшего кинотеатра «Колосс» на ул. Красная,44. В 1952—1956 гг. главным режиссёром театра был Федор Ковровский. В 1956 году главным режиссёром театра стал Матвей Ошеровский. В 1960 году впервые театр отправился на большие гастроли в Москву. В 1964 году началась реконструкция театра, перешедшая в строительство нового здания. Автором проекта нового театра на 1432 места был архитектор А. В. Титов.
6 ноября 1966 года театр переехал в новое здание, которое было возведено на прежнем месте, и получил новое имя — Краснодарский краевой театр оперетты. Среди постановок этого времени: «На рассвете», «Чёрный дракон», «Цыганская любовь». В 1969 году театр покинул его директор Андроник Исагулян а также дирижёр Михаил Киракосов, возглавлявший театр с 1947 года. В 1959 году в театр пришёл главный хормейстер Валентин Трембач. В произведениях этого времени — «Фраскита», «Цыганская любовь», «Фиалка Монмартра», «Цыганский барон», «Лира и меч» — особенно заметен хор. В 1972 году театр возглавили режиссёр Юлий Хмельницкий и дирижёр Эрих Розен. Среди спектаклей: «Веселая вдова», «Баядера», «Летучая мышь».

## Современность
1 октября 1997 года было подписано постановление об изменении статуса краевого театра оперетты, он стал Краснодарским музыкальным театром. В середине января 2002 года решением администрации Краснодарского края музыкальный театр вошёл в состав Краснодарского государственного творческого объединения «Премьера». Фактически его возглавил генеральный директор «Премьеры», народный артист России Леонард Гатов.
Была проведена реконструкция здания. Ремонтные работы в здании начались в марте и к новому сезону театр открыл двери для зрителей. Был полностью реконструирован зрительный зал, увеличена оркестровая яма, при этом одной из главных целей было улучшение акустики. Заменено все сценическое освещение, реконструированы фойе, фасады здания, проведено благоустройство прилегающей территории, построены балетные залы, отремонтированы артистические комнаты во всем здании. Реконструированный театр открылся 31 августа 2002 года премьерой балета Дмитрия Шостаковича «Золотой век» Театра балета Юрия Григоровича. Ещё через неделю состоялась премьера оперы Ж. Бизе «Кармен» в постановке петербургского режиссёра А. Степанюка и дирижёра Владимира Зивы.
Ещё через две недели краснодарцы увидели премьеру оперы П. И. Чайковского «Евгений Онегин» в постановке художественного руководителя «Геликон-оперы», заслуженного деятеля искусств России Дмитрия Бертмана и народного артиста России, главного дирижёра Кубанского симфонического оркестра Владимира Понькина.
Художественным руководителем и главным дирижёром обновлённого театра Л. Г. Гатов предложил стать заслуженному деятелю искусств России, лауреату Государственной премии РФ Владимиру Зиве.
Л. Г. Гатов и В. П. Зива постоянно работали над совершенствованием репертуара театра, привлечением новых вокалистов, музыкантов, знаменитых режиссёров, художников и балетмейстеров.
Под их руководством были осуществлены многочисленные просветительские проекты театра с участием известных музыкантов и деятелей российской культуры. Среди них: Андрей Диев, Денис Мацуев, Любовь Казарновская, Сергей Юрский, Павел Любимцев и многие другие.
В Краснодаре, благодаря усилиям Л. Г. Гатова стали собираться лучшие музыкальные силы страны: режиссёры — Алексей Степанюк, Дмитрий Бертман, Роман Виктюк, Валерий Меркулов, Кирилл Стрежнев, Вадим Милков. Над спектаклями работают известные
художники-постановщики: Анна и Анатолий Нежные, Татьяна Тулубьева, Игорь Нежный, Игорь Гриневич, Андрей Климов, Ольга Резниченко, Вячеслав Окунев, Светлана Логофет.
В труппе театра наряду с молодыми солистами работают заслуженные и народные артисты: Юрий Дрожняк, Наталья
Кременская, Анастасия Подкопаева, Вячеслав Егоров, Анатолий Бородин. Ведущие солисты театра — Марина Шульга, Оксана Силаева, Карина Петровская, Татьяна Захожа,
Владимир Кузнецов, Владимир Булатов, Владимир Гадалин. Хор театра, под руководством главного хормейстера Игоря Шведова все больше приобретает самостоятельный голос. К 60-летию Победы хор, оркестр, солисты театра, под руководством Владимира Зивы исполнили ораторию А. Чайковского «Русский реквием», написанную по заказу театра.
В театр стали вливаться молодые творческие силы: за дирижёрский пульт встал Андрей Лебедев, в театр пришли
солисты — Н. Бызеева, Н. Арзяева, В. Емелин, А. Григорьев, Г. Низамова, М.Родионов.
Сегодня Творческое объединение возглавляет заслуженная артистка России Татьяна Гатова. При её непосредственном
участии репертуар пополнился спектаклями самых разных музыкальных жанров: опера «Алеко», оперетты «Летучая мышь» и «Сильва», без которых трудно себе представить музыкальный театр, спектакль из фрагментов лучших мировых оперетт и мюзиклов «Браво! Брависсимо!», неизменно собирающий полный зал, балеты «Черно-белое кино», «Дорога», «Новеллы: только о любви» в постановке главного балетмейстера театра Александра Мацко, детские спектакли «Золушка» и «Карлик Нос». Премьера оперы «Карлик Нос» известного композитора Ефрема Подгайца состоялась именно в Краснодаре и прошла с огромным успехом, спектакль интересен не только детям, но и их родителям. В нём по-новому раскрылись ведущие солисты театра.
Большое внимание уделяется интересным музыкальным программам. Среди них серия концертов «Сцены из русских опер». Уникальность проекта состоит в том, что зритель имеет возможность в один вечер услышать в концертном исполнении самые яркие фрагменты знаменитых русских опер, которые в силу их масштабности и предназначенности для большого количества редких голосов нечасто можно услышать и увидеть даже в крупных столичных театрах. Все четыре программы этого цикла пользовались огромным успехом у зрителя, и было принято решение сделать гала-концерт «Русские оперы: лучшее из лучшего». При составлении программы этого концерта учитывались пожелания самих зрителей.
В рамках просветительского проекта академии «Новое передвижничество» на сцене Музыкального театра прошли
концерты знаменитого «Терем-квартета», пианиста Андрея Диева совместно с кубанским симфоническим оркестром (дирижёр — Владимир Зива), концерт Александра Захарова (Большой театр). Солисты Большого театра Лолита Семенина, Олег Долгов и Андрей Григорьев исполнили главные партии в спектакле нашего театра «Евгений Онегин». А весной в партии Онегина краснодарцы увидели солиста Пражской оперы Дамира Басырова. Подобный опыт творческого содружества стал, несомненно, полезным для солистов Краснодарского музыкального театра.
Весной на главной музыкальной сцене Кубани московский музыкальный театр «Геликон-опера» представил премьеру
оперы Давида Тухманова «Царица». Вслед за петербургской и московской публикой краснодарцы увидели спектакль о жизни одной из наиболее ярких персон российской истории — Императрицы Екатерины II. Для нашего города это более чем символично. Технические возможности реконструированного зала приятно удивили наших гостей.
Премьера музыкальной комедии «Здравствуйте, я ваша тетя!» состоялась во на базе Дворца культуры п. Лорис. Такая практика, к радости местных жителей, хоть и существует относительно недавно, но уже приносит свои плоды. Сейчас этот яркий и незабываемый спектакль перенесён и на стационарную площадку, он, несомненно, станет украшением репертуарной афиши. Этой новой постановкой театр откроет свой 77-театральный сезон.
Ко Дню города Краснодара состоялась долгожданная премьера, знаменитая опера П. Чайковского «Пиковая дама». Это серьёзная веха в истории нашего театра, признак того, что его труппа соответствует высокому столичному уровню. Спектакль поставила преемница знаменитого режиссёра Бориса Покровского Ольга Иванова.
В конце октября 2011 года стартовал новый проект под названием «Три века оперы. Молодые — молодым». Это совместный проект Краснодарского Музыкального театра, Союза театральных деятелей Российской Федерации и Санкт-Петербургской государственной консерватории им. Н. А. Римского-Корсакова. В рамках этого проекта состоятся три премьеры трёх малоизвестных опер: «Колокольчик, или Как правильно выйти замуж» Г. Доницетти, «Стабат Матер» Дж. Перголези и опера-шутка «Медведь» В. Ходоша. Основные цели и задачи проекта — познакомить краснодарского зрителя с уникальным музыкальным материалом, а также молодыми режиссёрами, которым доверены постановки этих опер. Это выпускники и студенты кафедры режиссёров музыкального театра Санкт-Петербургской государственной консерватории им. Н. А. Римского-Корсакова (класс профессора И. Таймановой). Необычность этой творческой акции ещё в том, что проходит она в Театральной гостиной «У белого рояля» Краснодарского Музыкального театра.
С апреля 2012 года художественным руководителем театра стал заслуженный деятель искусств Кубани Андрей Лебедев.
В репертуаре появились новая концертная программа «Очаровательная оперетта» и оперетта и любимая кубанской публикой оперетта И.Штрауса «Цыганский барон» в постановке Александра Мацко, режиссёра и главного балетмейстера Музыкального театра. Его же кисти принадлежит и премьера новых одноактных балетов «Моцарт» В и «Болеро», а также музыкальная сказка для всей семьи «Али-баба, или Сорок песен персидского базара».
С 27 по 30 апреля 2013 года в Музыкальном театре прошёл I Международный фестиваль современной хореографии, Краснодар’13, в котором приняли участие: живая легенда пермского искусства «Балет Евгения Панфилова», самобытный авангардный екатеринбургский коллектив «Провинциальные танцы» Татьяны Багановой и авторский театр Раду Поклитару — «Киев модерн-балет». Фестиваль открывали две премьеры от балетной труппы Музыкального театра: балет-танго «Historia de un amor, или Опалённое танго» Евгения Акимова и балет-бэнд «The Beatles. Love…» Александра Мацко, с чьих постановок и началась летопись современной хореографии в Краснодаре.
В 79 сезоне в репертуаре театра появилась и новая опера, 10-я по счету — «Любовный напиток» Г.Доницетти в постановке народного артиста России, лауреата Национальной театральной премии «Золотая маска» Александра Петрова (Санкт-Петербург).
Празднования 80 юбилейного сезона Музыкальный театр открыл в сентябре 2013 года. Многожанровость репертуарной
палитры Краснодарского Музыкального театра автоматически продиктовала идею празднования юбилейного сезона весь год. Так на фасаде здания появилась афиша четырёх мини-фестивалей «Четыре времени года: Осень — Оперетта. Зима — Опера. Весна — Современная хореография. Лето — Мюзикл». Каждый из фестивалей включил приглашение звезд столичных театров для
участия в постановках Краснодарского Музыкального театра. Гостями фестиваля оперетты стали солисты Московской оперетты Светлана Криницкая, Анна Новикова и Олег Корж, солисты из Санкт-Петербурга Ольга Лозовая и Иван Корытов. Подлинным украшением гала-концерта фестиваля стало участие в нём легенд Московской оперетты — народных артистов России, легенд отечественной оперетты Светланы Варгузовой и Юрия Веденеева.
Фестиваль оперы в Краснодаре прошёл при поддержке Санкт-Петербургского Мариинского театра. Его гостями стали солисты Мариинского театра — заслуженный артист России Ахмед Агади, Оксана Шилова и Владимир Мороз. Режиссёром гала-концерта выступил режиссёр Мариинского театра — заслуженный деятель искусств России Иркин Габитов. В рамках Фестиваля Оперы прошёл и I Международный конкурс молодых оперных певцов «Опера без границ», при поддержке Академии молодых оперных певцов Мариинского театра и лично народной артистки России, художественного руководителя Академии Ларисы Абисаловны Гергиевой, которая выступила в качестве художественного руководителя Фестиваля Оперы и
возглавила компетентное жюри Международного конкурса вокалистов.
Весной 2015 года в рамках
празднований юбилейного сезона состоялся и II Международный фестиваль современной хореографии. Его гостем стал Московский академический Музыкальный Театр им. К. С. Станиславского и В. И. Немировича-Данченко, который привез три одноактных балета «Na floresta/В лесу» в постановке Начо Дуато (Испания), «Маленькая смерть» и «Шесть танцев» в постановке Иржи Килиан (Чехия, Нидерланды). Гостями фестиваля стали также обладатели национальной театральной премии «Золотая маска» Владимир Варнава (г. Санкт-Петербург) и Татьяна Баганова (г. Екатеринбург). Премьеры их балетов «Окно в середину зимы» и «Иллюзиум» дополнили любимый краснодарцами балет «Новеллы: только о любви» в постановке главного балетмейстера Музыкального театра Александра Мацко.
Заключительным взмахом волшебной палочки юбилейных празднований 80-го сезона Краснодарского Музыкального театра
стал фестиваль «Четыре времени года. Лето. Мюзикл». Открыла фестиваль премьера сезона — лайт-опера на музыку заслуженного деятеля искусств РФ, обладателя «Золотой Маски» Александра Пантыкина в постановке Александра Мацко «Гоголь. Чичиков. Души» (премьера состоялась 23 марта 2014 года). Именно этим спектаклем Краснодарский край официально открывал Год культуры в России. Гостями фестиваля стали звезды столичных мюзиклов: актриса театра А.Рыбникова (г. Москва) Анна Куркова, актёр театра Р.Виктюка (г. Москва) Валерий Гвимрадзе (Сехпосов), артисты Московского театра музыкальной комедии Ростислав Колпаков и Елена Газаева и актёр Санкт-Петербургского театра музыкальной комедии Иван Корытов.
Подвести итоги сезона на общеесобрание труппы пришла министр культуры Краснодарского края Г. И. Солянина. Из её рук четыре солиста Музыкального театра получили почётные звания Заслуженный артист Кубани: Наталья Бызеева, Оксана Авакян, Владислав Емелин и Владимир Кузнецов. Главный балетмейстер и режиссёр театра Александр Мацко был удостоен звания Заслуженный деятель искусств Кубани, а концертмейстер Людмила Текоева — Заслуженный работник культуры Кубани.
В конце сезона Андрей Лебедев покинул театр. В августе 2014 года должность главного дирижёра занял Виктор Олин, приехавший к нам из Екатеринбурга, где четыре года проработал в Свердловском государственном академическом театре музыкальной комедии.
Краснодарский Музыкальный театр — старейший театр Кубани, переживший на своём пути и головокружительные взлёты и трудные времена, несколько раз поменявший свой статус на более высокий, сегодня находится на том витке своего развития, когда можно без преувеличения говорить о достаточно высоком уровне развития музыкальной культуры Кубани.